# موضي العلي المعارك
موضي العلي المعارك، تُعدّ من شاعرات مدينة بريدة الشهيرات في عصرها، ولدت عام 1280هـ/1863م.

## وفاتها
توفيت عام 1362هـ/1943م.